# Contea di Yancey
La contea di Yancey in inglese Yancey County è una contea dello Stato della Carolina del Nord, negli Stati Uniti. La popolazione al censimento del 2000 era di 17 774 abitanti. Il capoluogo di contea è Burnsville.